# 小斑几维鸟
小斑几维（学名：Apteryx owenii；英语：little spotted kiwi、little grey kiwi）是无翼属最小的一种鸟类，重不超过2公斤。它原产于新西兰，殖民者到来之前广泛分布于南北两岛，现在仅见于几个保护区和离岸小岛。

## 特征
栖息在密集的高大的树木组成的森林中。体长35—45 cm（14—18英寸），雄鸟重0.88—1.36（1.9—3.0磅），雌鸟重1—1.95（2.2—4.3磅），是最小的几维鸟。翼长0.1毫米，嘴峰长85.3毫米，喙宽度3.3毫米，喙厚度3.6毫米，跗蹠长59.6毫米，尾长0.1毫米。小斑几维在其分布区内为留鸟，其食性为肉食性，主要食物来源是陆生无脊椎动物。